# Michał Kajka

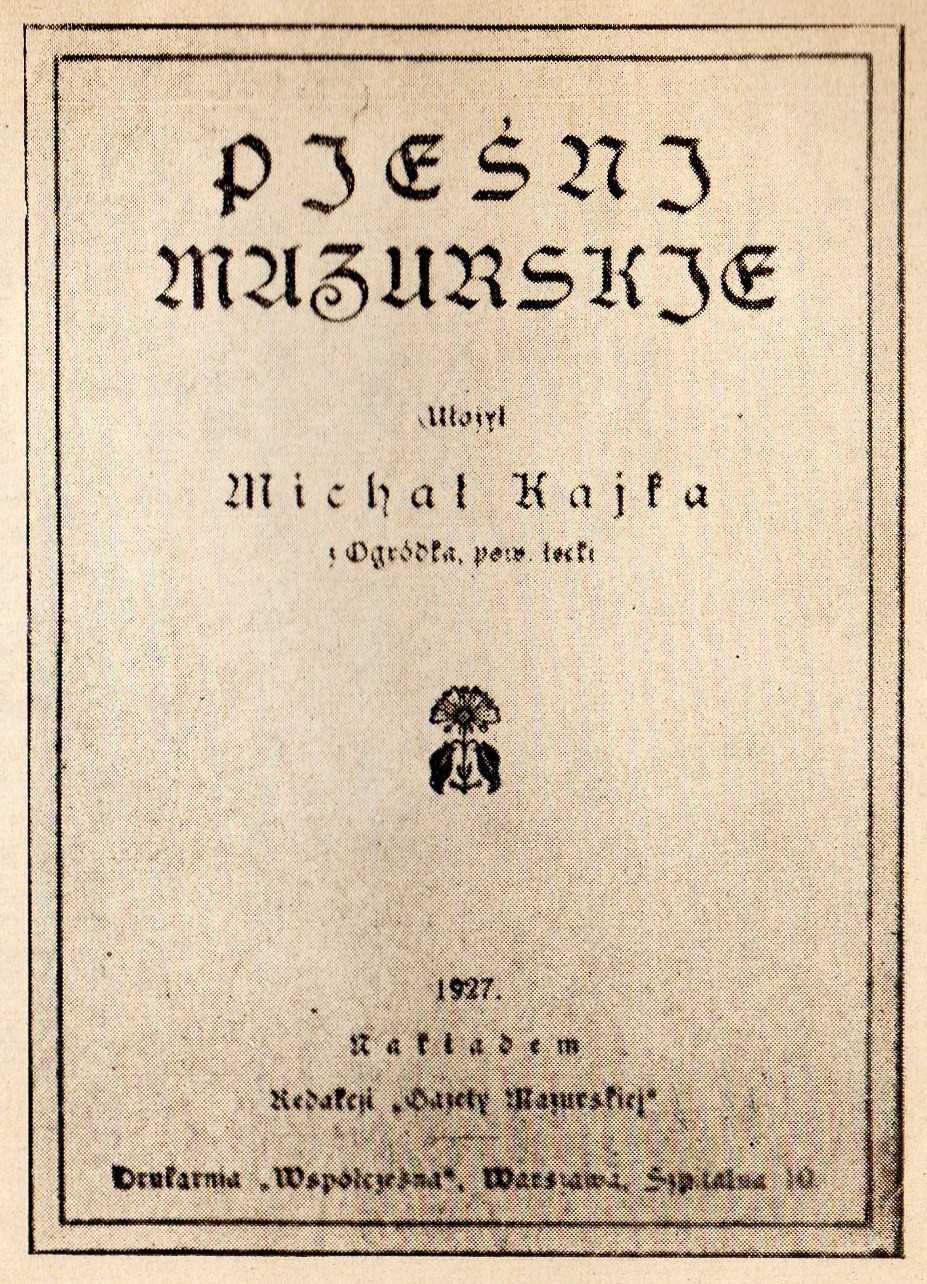
Pieśni Mazurskie – wydanie z 1927

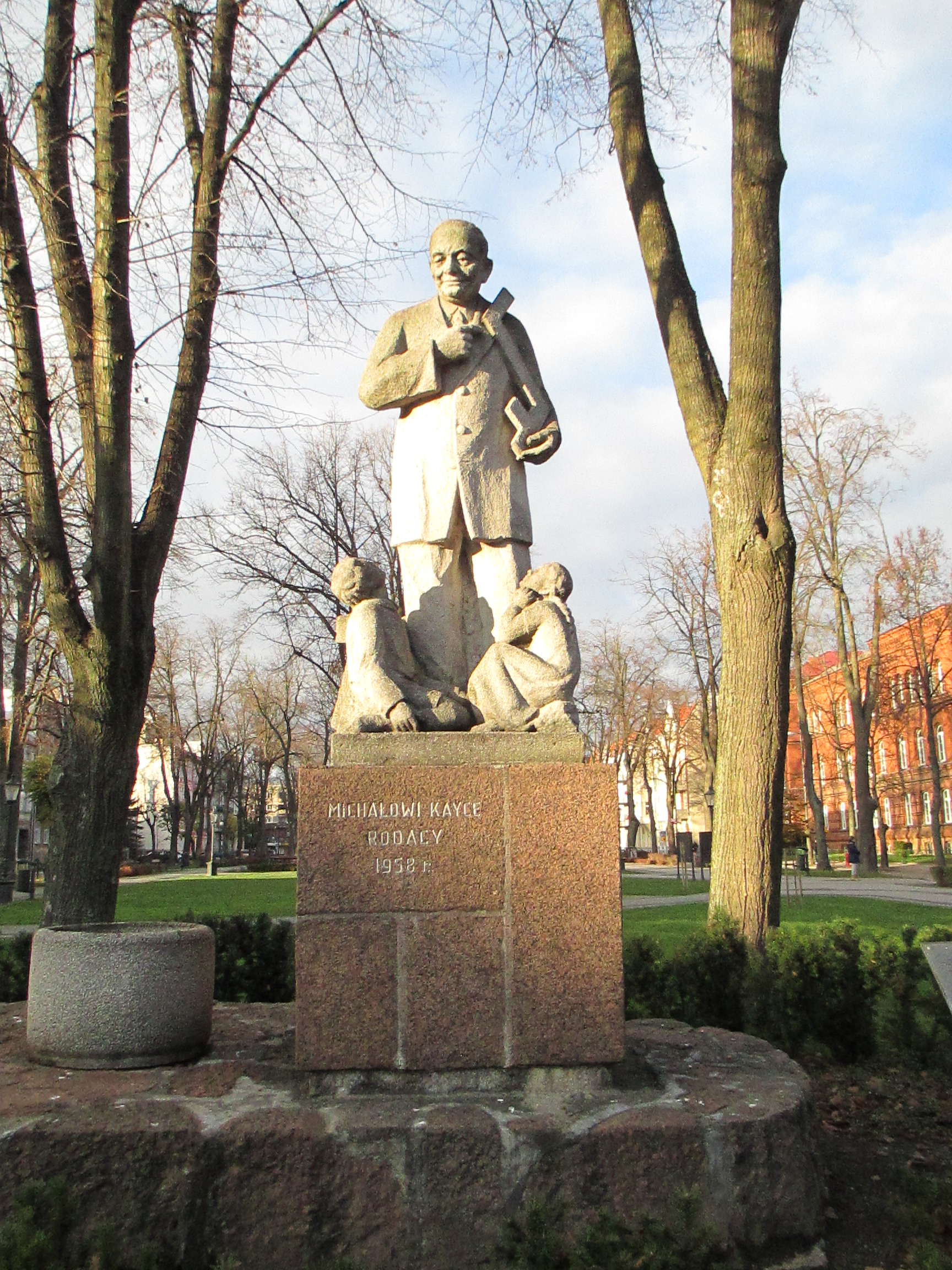
Pomnik Michała Kajki w Parku Solidarności w Ełku

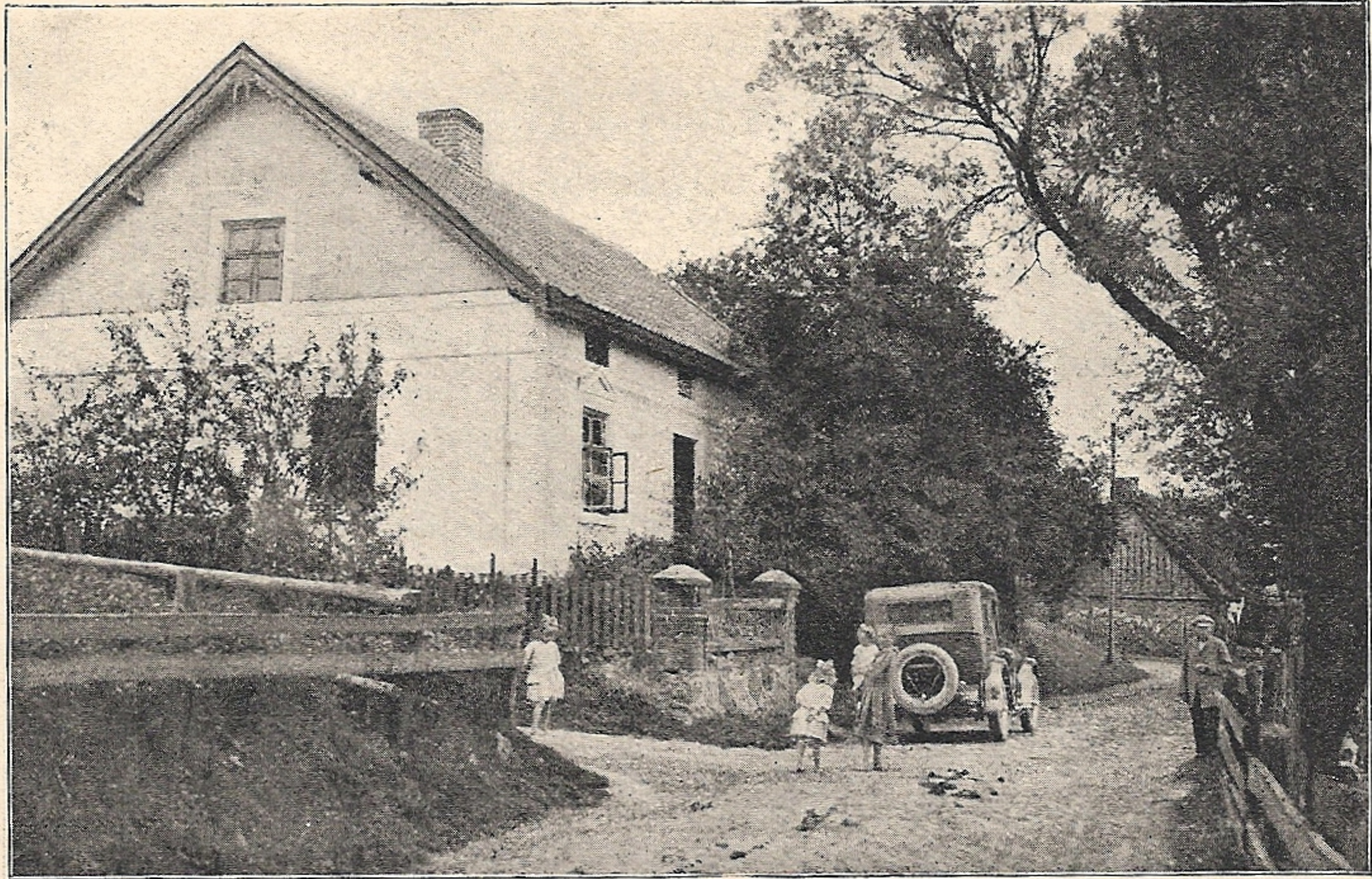
Dom Michała i Wilhelminy Kajków w Ogródku. Obecnie siedziba Muzeum Michała Kajki

Michał Kajka również Kayka, ps. „Prawdziński”, „Obserwator spod Ełku” (ur. 27 września 1858 w Skomacku Wielkim, zm. 22 września 1940 w Orzyszu) – mazurski poeta ludowy, artysta, działacz na rzecz polskości Mazur, z zawodu murarz i cieśla.

## Życiorys
Pochodził z rodziny chłopskiej, był najstarszym synem kilkumorgowego wyrobnika wiejskiego Frycza i Justyny z Zawadzkich. Miał jednak możliwość już w siódmym roku życia uczęszczać na naukę do polskich nauczycieli Owczarka, następnie Jasińskiego, a od 1867 do szkoły ludowej w Rostkach nad jeziorem Orzysz, gdzie Kajkowie wówczas zamieszkiwali. Nauczycielem był tam Polak o nazwisku Kutz. Kajka pomagał mu w kształceniu młodszych uczniów. W wieku 14 lat Kajka ukończył szkołę z wyróżnieniem. Później wiedzę zdobywał jako samouk. Na przełomie 1871 i 1872 zostaje oficjalnie przyjęty do społeczności wiernych Kościoła ewangelickiego (konfirmacja), ukończył również szkołę. Po śmierci ojca pomagał matce w gospodarstwie, następnie rozpoczął pracę zarobkową jako m.in. pastuch, parobek. Od 1875 zdobywał doświadczenie jako cieśla i murarz, wykazując przy ich wykonywaniu także zdolności rzeźbiarskie i sztukatorskie. Zawody te wykonywał do końca życia. Niekiedy słowa zapisywał ołówkiem ciesielskim na deskach, po czym przepisywał je na papier.
26 grudnia 1883 ożenił się z Wilhelminą Karaś (zm. 1937) z Ogródka k. Ełku, gdzie wybudował dom i osiadł na stałe.
Od siedemnastego roku życia pisał wiersze w języku polskim. Debiutował w 1884 w ostródzkim „Mazurze” (nr 35), „tygodniku chrześcijańskim dla polskich ludzi” redagowanym przez Jana Karola Sembrzyckiego, rymowaną odpowiedzią na zagadkę redaktora. Następny utwór pt. „Skutki jarmarku”, opublikował w pierwszym numerze „Mazura Wschodniopruskiego” (1885). W 1886 ogłosił korespondencję w „Nowinach Śląskich”. W kolejnych latach jego wiersze ukazywały się w „Mazurze”, „Gazecie Ludowej” (Ełk), „Mazurskim Przyjacielu Ludu”, „Przyjacielu Rodziny”. W latach 1897–1902 współpracował z „Gazetą Ludową”. To tam publikował pieśni religijne, artykuły, korespondencje oraz wiersze okolicznościowe np. na cześć Wilhelma I i Wilhelma II. Od 1905 współpracował z „Gońcem Mazurskim”, „Mazurem”, a także rzadziej z królewieckim „Pruskim Przyjacielem Ludu” i „Kalendarzem Królewsko-Pruskim Ewangelickim”.
Jednocześnie prowadził działalność społeczną i polityczną. Za namową Sembrzyckiego i z jego pomocą od 1890 zajmował się tajną biblioteką Towarzystwa Czytelni Ludowych w Ogródku. Szacuje się, że biblioteka Michała Kajki liczyła kilka tysięcy książek. Był w gronie założycieli Mazurskiej Partii Ludowej (1896). Został członkiem komitetu organizacji, kierowanej wówczas przez Karola Bahrkego. Na łamach wydawane przez MPL „Gazety Ludowej” opublikował pod pseudonimem artykuł w obronie mowy polskiej „Harfy nasze zawiesiliśmy na wierzbach” oraz cykl artykułów „W obronie prawdy” o narodowym powiązaniu Mazurów i Polaków.
W 1907 uczestniczył w spotkaniu polskich działaczy z Mazur i Wielkopolski w Szczytnie. W 1908 po zakupie roweru, mógł dojeżdżać do odległych miejsc pracy ciesielskiej i murarskiej. W trakcie I wojny światowej, w latach 1914–1915 na skutek działań wojennych w południowych Prusach Wschodnich (według słów Karola Małłka) rodzina Kajków „stanęła przed tragedią, której uniknęła”. Po zakończeniu działań zbrojnych na przełomie 1918–1919 zwrócił się z prośbą do redaktora „Gazety Olsztyńskiej” Zygmunta Nowakowskiego o pomoc w uwolnieniu syna Gustawa z obozu jenieckiego we Francji.
Był zaangażowany na rzecz sprawy polskiej przed plebiscytem 11 lipca 1920 (oceniając trzeźwo źródła jego porażki w wierszu „Zdania Mazurów po plebiscycie”). W odpowiedzi bojówkarze Heimatdienstu próbowali zepchnąć jego dom do jeziora. W kolejnych latach działał w Zjednoczeniu Mazurskim i Związku Polskich Towarzystw Szkolnych w Niemczech (gdzie należał do komisariatu Mazowsze). Na licznych spotkaniach narodowych deklamował swoje wiersze. Istotną część swojej uwagi poświęcał młodzieży; interesował się Związkiem Towarzystw Młodzieży w Prusach Wschodnich. W 1923, został honorowym prezesem Zjednoczenia Mazurskiego, współpracował z również „Mazurskim Przyjacielem Ludu”. Po 1923 publikował w „Gazecie Mazurskiej” i „Kalendarzu dla Mazurów”, „Gazecie Olsztyńskiej”, „Gościu Niedzielnym”, „Twierdzy Ewangelickiej”. W 1924 opublikował w „Kalendarzu dla Mazurów” (pod redakcją Emilii Sukertowej-Biedrawiny) wiersz pt. „Tęskność za ojczystą mową”, jeden z najbardziej popularnych utworów poety. W latach 1925–1928 współpracował z „Życiem Młodzieży”. Natomiast w 1927 ukazał się pierwszy i jedyny autorski tomik „Pieśni Mazurskie”, wydany w Warszawie dzięki staraniom Emilii Sukertowej-Biedrawiny. Od 1931 został stałym współpracownikiem „Mazura” (otrzymywał z tego tytułu 25 marek miesięcznego honorarium).
Już w 1897 określony przez Niemców mianem „zatwardziałego Polaka” (niem. Stockpole), od lat 30. XX wieku znajdował się pod stałą obserwacją narodowych socjalistów. Uniemożliwiono mu m.in. udział w wycieczce Mazurów do Polski w 1930. Melchior Wańkowicz w 1935 odwiedził Ogródek, ale rozmówił się jedynie z żoną Kajki. Z będącym pod stałą obserwacją nacjonalistycznej organizacji Bund Deutscher Osten poetą spotkał się jedynie na chwilę podczas pracy („Na tropach Smętka”). Poeta mazurski w ostatnich latach życia część utworów ogłaszał anonimowo. W 1935 Kajkę odwiedził dziennikarz Leon Sobociński oraz redaktor „Gazety Olsztyńskiej” Seweryn Pieniężny, a w 1938 prezes Związku Mazurów Karol Małłek.
Najprawdopodobniej był związany z ewangelickim ruchem gromadkarskim.
13 sierpnia 1937 zmarła żona poety – Wilhelmina. 22 września 1940 w Orzyszu umarł poeta z Ogródka. 25 września 1940 odbył się pogrzeb Michała Kajki na cmentarzu w Ogródku, gdzie znajduje się odnowiona w 2017 mogiła poety.
Wilhelmina i Michał Kajkowie mieli dziesięcioro dzieci, ale wieku dorosłego dożyło jedynie dwóch synów: Gustaw i Adolf. Gustaw zginął w trakcie II wojny światowej. Adolf powrócił do Polski po II wojnie światowej. Wyemigrował z Polski w latach 70. XX wieku. W 1978 Adolf Kajka wraz z najbliższymi wyjechał do Hamburga, powodowany poczuciem osamotnienia i odrzucenia przez lokalną społeczność jako obcy.

## Twórczość

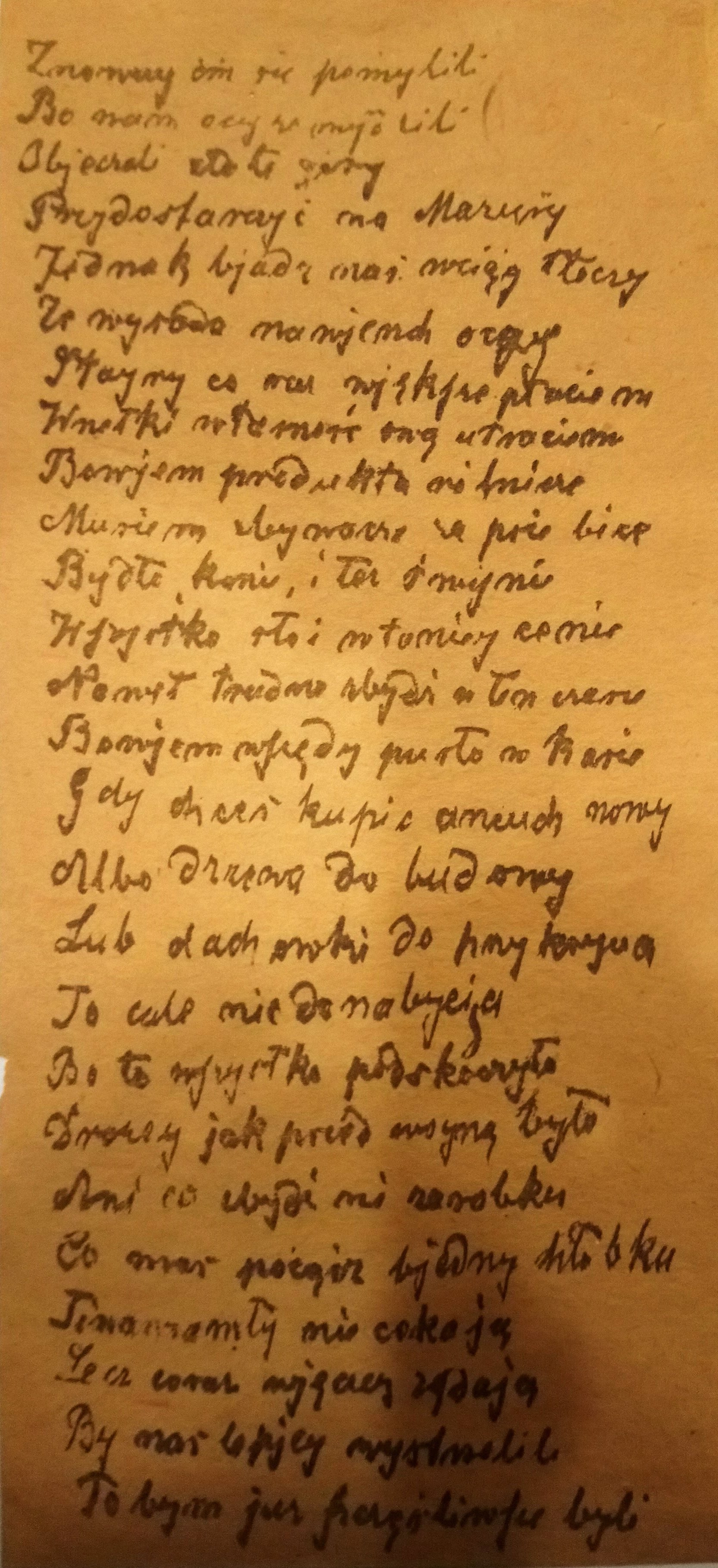
Jeden z rękopisów wierszy Michała Kajki prezentowany w Muzeum w Ogródku

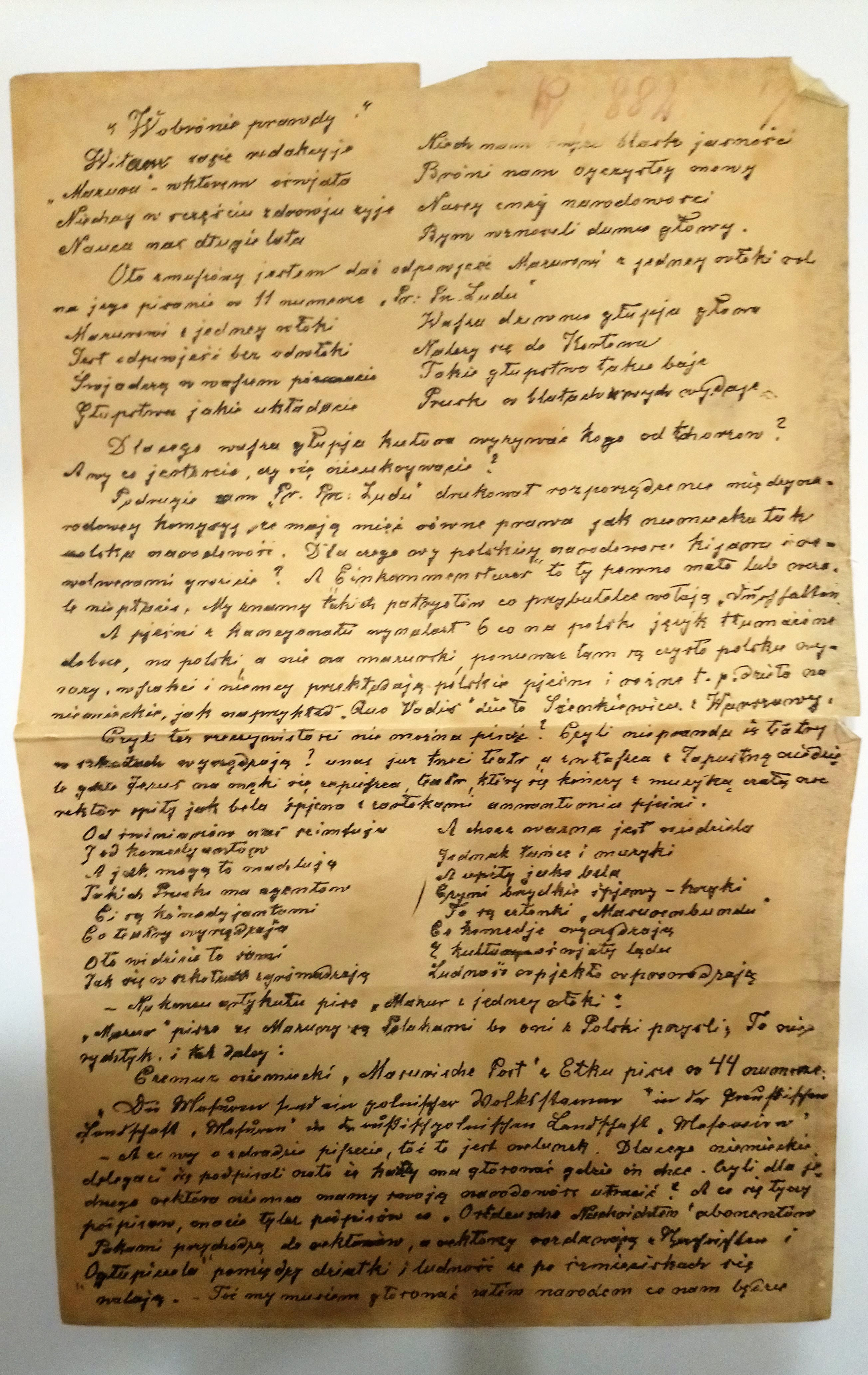
Rękopis wiersza Michała Kajki, który znajduje się w zbiorach Muzeum M. Kajki w Ogródku (wystawa główna)

Część uratowanych w 1945 rękopisów poety znajduje się w Instytucie Północnym w Olsztynie, część zaś w dziale rękopisów Biblioteki PAN w Krakowie. Przyczynił się do utrwalenia polskości na Mazurach. Jego utwory cechuje ogromne umiłowanie ojczystej ziemi, ludu mazurskiego i jego spraw. Poeta dotyka często w tych utworach różnych problemów życia religijnego Mazurów, znajdując i przy tym okazję do upomnienia się o krzywdę ojczystego języka i Mazurów. Tworzył pieśni religijne z zamiarem, by były śpiewane po polsku. Sięgał po formy liryczne, satyrę obyczajową, baśnie, przypowieści. Był także publicystą. Tłumaczył również z niemieckiego wiersze Wojciecha Kętrzyńskiego. Jego warsztatem pisarskim były deski, skrawki gazet, papier pakunkowy, opaski gazetowe. W jego utworach są strofy naiwne, ale także, zwłaszcza w latach międzywojennych, ukształtowanych poetycko, pisanych ze znawstwem i wyczuciem piękna języka polskiego (np. wiersze: „Tęskność za mową ojczystą” i „Ty mazurski kraju nasz”). Za życia doczekał się zbioru Pieśni mazurskie (1927), który ukazał się dzięki staraniom Emilii Sukertowej-Biedrawiny nakładem redakcji „Gazety Mazurskiej” i „Mazura”.

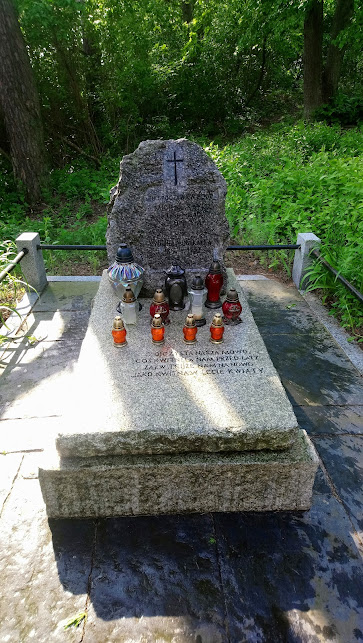
Grób Michała i Wilhelminy Kajków na cmentarzu w Ogródku

Bibliografia twórczości Michała Kajki:
- Wybór wierszy, wybór i posł. Igor Sikirycki, przedm. Władysław Gębik, Warszawa 1954.
- Wiersze wybrane, wybór i przedm. Władysław Gębik, Olsztyn 1958.
- Z duchowej mej niwy…, wiersze zebrali i oprac. Janusz Jasiński, Tadeusz Oracki, Olsztyn 1982.
- Gedichte (red.) Zbigniew Chojnowski, [przekł. na język polski] Michał Szalonek, Berlin 2003.
- Treny mazurskie, wybór i posł. Joanna Chłosta-Zielonka, Warszawa 2003.
- Mały kancjonał mazurski i opowieści ucieszne, oprac. filologiczne i wstęp Zbigniew Chojnowski, Olsztyn 2008.
- Pieśni mazurskie, do dr. podał i wstępem opatrzył Janusz Jasiński, Ogródek [Dąbrówno] 2014.

## Upamiętnienie

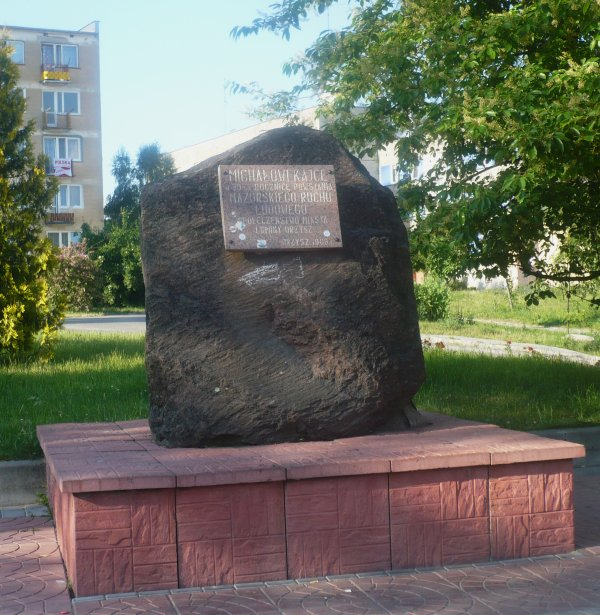
Kamień pamiątkowy w Orzyszu

W 1946 Anna Kamieńska i Henryk Syska wydali dramat pt. „Chata Mazurska”, które bohaterem jest Michał Kajka. W 1947 Leon Sobociński, który pod koniec lat 30. XX wieku spotkał się z poetą z Ogródka opublikował zbiór reportaży pt. „Na gruzach Smętka”. W 1948 w „Wyborze pisarzy ludowych” (cz. 2, Poeci i gawędziarze) znalazły się wybrane utwory Michała Kajki. W 1949 Państwowe Zakłady Wydawnictw Szkolnych z serii Biblioteka Ziem Odzyskanych wydały książkę pt. „Poezja Mazur i Warmii: antologia” z sześcioma wierszami poety. W 1952 na mogile Michała i Wilhelminy Kajków w Ogródku, Klub Literacki w Olsztynie położył 14 grudnia kamienną płytę pamiątkową z fragmentem utworu pt. „Tęskność za mową ojczystą”. W odsłonięciu uczestniczyli m.in. wdowa po Gustawie (starszym synu poety), młodszy syn – Adolf, a także Maria Zientara-Malewska, Alojzy Śliwa, Mieczysław Jastrun, Marian Brandys, Seweryna Szmaglewska, Aleksander Rymkiewicz. W 1954 ukazał się pierwszy po wojnie „Wybór wierszy Michała Kajki” opracowany przez Igora Sikiryckiego. W 1957 z inicjatywy Związku Literatów Polskich Oddział w Olsztynie zawiązał się Komitet Obchodów Setnej Rocznicy Urodzin Poety Mazurskiego Michała Kajki. Komitet zamierzał wybudować pomnik w jednej z mazurskich miejscowości i powołać terenowe komitety Roku Jubileuszowego. W grudniu 1957 ukazała się broszura wydana w nakładzie 25 tys. egzemplarzy – dochód z jej sprzedaży przeznaczono na budowę pomnika poety w Ełku, przygotowywany przez Balbinę Świtycz-Widacką z Olsztyna. 15 maja 1958 zawiązał się Komitet Uczczenia Setnej Rocznicy Urodzin Poety Mazurskiego Michała Kajki. W tym samym roku wydawnictwo Pojezierze opublikowało „Wiersze wybrane Michała Kajki”. We wrześniu 1958 ukazała się książka „Zebrałem snop plonu… Wybór utworów wydanych na setną rocznicę urodzin poety”, w opracowaniu Janusza Jasińskiego i Tadeusza Orackiego. 28 września 1958 w Ełku odsłonięto pomnik Michała Kajki. Poeta trzyma w lewej dłoni rodło, symbol Związku Polaków w Niemczech, na które wskazuje ręką prawą dwojgu dzieci siedzących u stóp i w niego wpatrzonych. W uroczystości udział wzięli m.in. przedstawiciele Ministerstwa Kultury, Związku Literatów Polskich i Melchior Wańkowicz.
W 1982 wydawnictwo „Pojezierze” wydało tom „Z duchowej mej niwy” z poezją Michała Kajki. W 1986 odsłonięto obelisk upamiętniający poetę w Orzyszu, podkreślając związki twórcy z tym miastem. W 50. rocznicę śmierci poety – w 1990 wydano specjalny numer czasopisma „Znad Pisy” pod redakcją Zbigniewa Fałtynowicza, poświęcony twórczości Michała Kajki. W 1992 Zbigniew Chojnowski wydał opracowanie „Michał Kajka poeta mazurski”, przy wsparciu Ośrodka Badań Naukowych im. Wojciecha Kętrzyńskiego (obecnie Instytut Północy w Olsztynie). W 2003 Instytut Wydawniczy „Pax” opublikował tomik Michała Kajki „Treny mazurskie”. W tym także roku ukazał się tomik dziesięciu wierszy poety wydanych w języku niemieckim pt. „Gedichte”. W 2005 zainicjowano organizację Ogólnopolskiego Konkursu Poetyckiego im. Michała Kajki (we współpracy z Domem Kultury w Orzyszu). W 2008 zorganizowano obchody 150. rocznicy urodzin poety z Ogródka. W tym roku ukazał się „Mały kancjonał mazurski i opowieści ucieszne” z wierszami poety, autorstwa Zbigniewa Chojnowskiego. W 2005 Janusz Jasiński wydał kolejną pozycję o poecie z Ogródka „Michał Kajka 1858–1940”. W 2014 reedycję „Pieśni mazurskich” wydanych w 1927 przygotowało wydawnictwo Retman. W tym samym roku otwarto nową wystawę stałą w Muzeum M. Kajki w Ogródku autorstwa: Zbigniewa Chojnowskiego i Zbigniewa Fatłynowicza.
- Pośmiertnie, 1 czerwca 1945 został odznaczony Krzyżem Oficerskim Orderu Odrodzenia Polski[33].
- W Orzyszu – w mieście, w którym zmarł poeta z Ogródka zlokalizowany jest kamień pamiątkowy, a przy domu, który pomagał budować synowi ustawiono tablicę informacyjną na temat mazurskiego twórcy[34].
- W trakcie uroczystych obchodów 100-lecia urodzin uhonorowany pomnikiem w głównym reprezentacyjnym parku w Ełku[35][36][37][38][39] oraz muzeum w Ogródku[40][41][42][43].
- Jego imieniem nazwano ulice w prawie wszystkich mazurskich miastach: w Ełku, Giżycku, Szczytnie, Piszu, Olsztynku, Kętrzynie, Olecku, Nidzicy, Gołdapi, Węgorzewie, Działdowie, Orzyszu, Białej Piskiej, Mikołajkach, Lidzbarku Warmińskim i w Pasymiu oraz dawny Wielki Rynek (obecnie plac) w Mrągowie. Jego imię nosi także jedna z ulic w Nowej Wsi Ełckiej i Kalinowie. Poza Mazurami ulice Michała Kajki można spotkać m.in. w Warszawie, Poznaniu, Iławie, Białymstoku, Olsztynie, Elblągu, Koszalinie, Braniewie, Kole, Bartoszycach i w Bisztynku.
- Michał Kajka jest również patronem mrągowskiego szpitala.
- W warszawskim Aninie przy ul. Kajki[44] mieści się szkoła jego imienia – Szkoła Podstawowa nr 218 im. Michała Kajki[45][46]. Obecnie imię Michała Kajki noszą również placówki edukacyjne w Dąbrówce (gmina Orzysz)[47], w Elblągu[48], w Nidzicy[49] i w Piszu.
- Liczne odniesienia do postaci Michała Kajki można odnaleźć w powieści dla młodzieży Pan Samochodzik i złota rękawica autorstwa Zbigniewa Nienackiego.
- Jego imieniem nazwano Kajkowo dawną wieś Buchenwald.
- W elbląskiej dzielnicy Rakowo znajduje się powstały w latach 30. XX wieku Park im. M. Kajki, przed drugą wojną światową znany pod nazwą „Różany Ogród”.
- Na poznańskim Dębcu, do 1999 istniała szkoła podstawowa nr 49 im. Michała Kajki (nadanie imienia w 1960). Została zlikwidowana, w jej miejscu powstało Gimnazjum nr 43.
- Od 2005 organizowany jest Ogólnopolski Konkurs Poetycki im. Michała Kajki.
- W 2015 w Ogródku stworzono Bibliotekę Mazurską, aby nawiązać do tradycji czytelnictwa, zainicjowanej przez Michała Kajkę. Poeta w 1890 właśnie w rodzinnym domu otworzył bibliotekę ludową. Obecnie biblioteka gromadzące literaturę regionalną liczy prawie 1300 woluminów[50][51][52][53].
- W 80. rocznicę śmierci Michała Kajka na ścianie budynku, w którym znajduje się Biblioteka Mazurska w sąsiedztwie Muzeum M. Kajki, odsłonięto mural upamiętniający poetę z Ogródka[54][55][56].
- W plebiscycie zorganizowanym przez spółkę POLREGIO z okazji 100-lecia odzyskania niepodległości REGIObohaterem województwa warmińsko-mazurskiego został Michał Kajka. Celem inicjatywy był wybór 16 regionalnych bohaterów, którzy następnie zostali patronami pociągów spółki POLREGIO. Pociąg Michał Kajki porusza się na trasie Olsztyn-Ełk i Olsztyn-Szczytno[57].
- Poezja Michała Kajki stanowi inspirację dla twórców muzycznych. Płyty bazujące na twórczości poety z Ogródka stworzyli m.in. Nina Nu Wierzbicka (właśc. Monika Wierzbicka) wydała płytę pt. „Głos Dawnych Mazurów”[58] oraz Bogusław Trupacz stworzył płytę pt. „Mazurski Mikroświat”[59].Tablica upamiętniająca Michała Kajkę w Warszawie (przy Szkole Podstawowej nr 218 w warszawskiej dzielnicy Wawer)

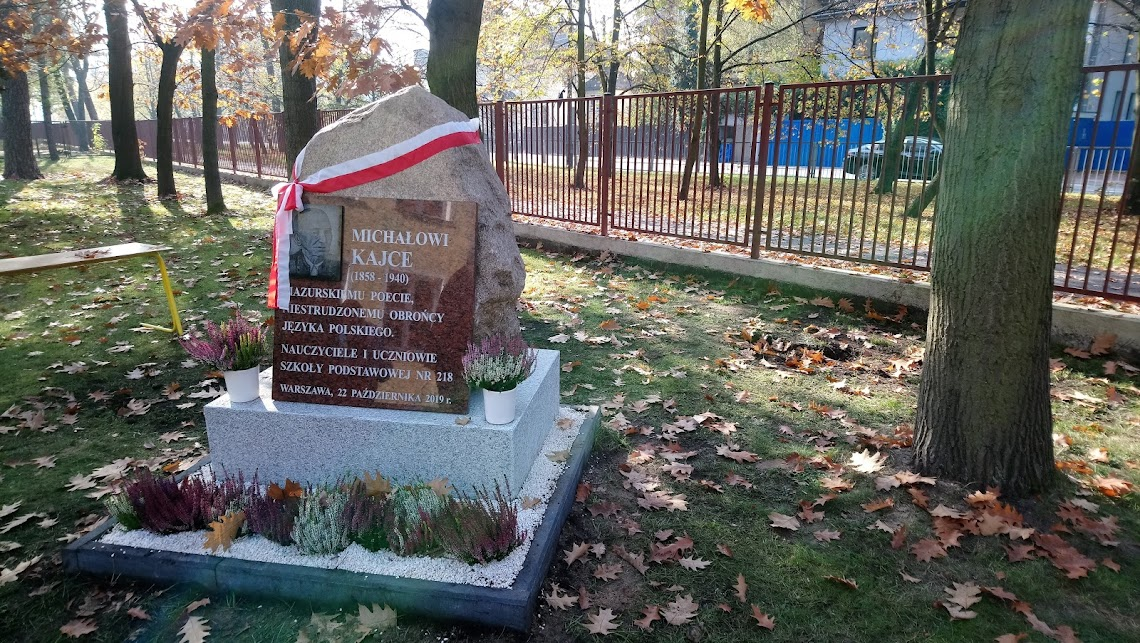
Tablica upamiętniająca Michała Kajkę w Warszawie (przy Szkole Podstawowej nr 218 w warszawskiej dzielnicy Wawer)

- Na wschodnich Mazurach funkcjonuje szlak turystyczny (pieszy i rowerowy) noszący imię Michała Kajki. Prowadzi z Ełku przez miejscowości: Chruściele, Tracze, Mostołty, Pistki, Klusy, jezioro Kraksztyn, Ogródek, Skomack Wielki, aż nad jezioro Orzysz. Liczy 37 km[60][61].
- Imię poety z Ogródka nosi jeden z mazurskich szlaków kajakowych. Szlak kajakowy rzeki Orzyszy wiedzie od Jeziora Lipińskiego przez trzy niewielkie jeziora porośnięte roślinnością, duże jezioro Orzysz, rzekę Orzyszę, następnie przez największe jezioro w Polsce Śniardwy i najdłuższy na Mazurach XIX-wieczny Kanał Jegliński do Jeziora Roś[62][63][64].
- Gminny Ośrodek Kultury w Dźwierzutach organizuje Ogólnopolski Konkurs Fotograficzny dla Młodzieży „Wiersze Michała Kajki zamknięte w kadrze”[65].